# Heart Cooks Brain
«Heart Cooks Brain» es el sencillo del álbum The Lonesome Crowded West de la banda Modest Mouse. Fue lanzado en 1999. El sencillo también salió en Vinyl LP.

## Lista de canciones
Las siguientes canciones aparecen en el récord vinyl:
1. «Heart Cooks Brain» - 4:02
2. «Shit Luck» - 2:22

- Datos: Q5691946